# Feike van Tuinen
Feike van Tuinen (Berlikum, 27 augustus 1961) is een Nederlands componist, dirigent, hoornist en kunstschilder. Voor bepaalde werken gebruikt hij ook zijn pseudoniemen: Patrik Millstone en Henk van Belcum.

## Levensloop
Van Tuinen studeerde orkestdirectie en hoorn aan het Stedelijk Conservatorium te Leeuwarden (stad). Vervolgens studeerde hij compositie bij Daan Manneke aan het Conservatorium van Amsterdam (toen: Sweelinck Conservatorium te Amsterdam). 
Hij is werkzaam als componist, arrangeur, koordirigent (Sneker Cantate Koor; Interkerkelijk koor Euphonia, IJlst) en sinds 2002 als kunstschilder. Naast werken voor harmonie- en fanfareorkesten of brassbands schrijft hij koor- en kerkmuziek. 

## Composities

### Werken voor harmonie- en fanfareorkest en brassband
- 1988 Five teddy bears, voor harmonieorkest, fanfareorkest of brassband
  1. Intrada
  2. Romance
  3. Dance in 7/8 time
  4. Waltz
  5. Final
- 1997 Christmas Tryptich, voor fanfareorkest
- 2000 Down by the Salley Gardens, voor harmonie- of fanfareorkest
- 2001 Arcen Variations, voor harmonieorkest
- 2001 Soldiers Song, voor harmonie- of fanfareorkest
- 2003 Laudatio, voor brassband
- 2005 Chorus - Variaties en hymne, voor fanfareorkest
- 2005 Discovery March, voor harmonie- of fanfareorkest
- 2005 Four meets seven, voor harmonie- of fanfareorkest
- 2005 Hever Castle, voor brassband
  1. Entry of the royal family
  2. Dance of the playing children
  3. Walking through the garden
  4. Dancing in the ballroom
- 2005 Mary young and fair, voor harmonie- of fanfareorkest
- 2005 Reclamation, voor harmonieorkest (gecomponeerd ter gelegenheid van het 500-jaar jubileum van de gemeente Het Bildt)
  1. The Beginning (1505) - Struggle between land and water "De Slikwerker" - Victory (new land)
  2. Waltzing waves
  3. Celebration of "The Bildt" (2005)
- 2006 Fanfare and Hymne, voor harmonie- of fanfareorkest (verplicht werk in de 5e divisie tijdens het Frysk Fanfare Festival 2006)
- 2006 Festival of Spirituals, voor harmonieorkest
- 2006 Five Spirituals, voor harmonie- of fanfareorkest
- 2006 Four happy tunes, voor harmonie- of fanfareorkest
- 2006 Jauchzet dem Herren - Psalm 100, voor harmonie- of fanfareorkest of brassband
- 2006 Rocky Mountains, voor harmonie- of fanfareorkest
- 2006 Salt and Pepper, voor harmonie- of fanfareorkest
- 2007 Entry, voor fanfareorkest (verplicht werk in de 3e divisie tijdens het Frysk Fanfare Festival 2007)
- 2008 Have a Break / Break away, voor harmonie- of fanfareorkest
- 2008 Portraits, voor harmonie- en fanfareorkest
- 2008 Southern Pictures, voor harmonie- en fanfareorkest
- A Jubilee Fantasy, voor harmonie- en fanfareorkest
- Centennial Concertino, voor harmonie- en fanfareorkest
- Intermezzo, voor brassband

### Muziektheater

#### Toneelmuziek
- 1994 Simson - tekst: Marijke Haaima

### Werken voor koren
- 1996 Kyrie en Gloria, voor driestemmig gemengd koor (SAB)
- 1999 Adoramus te, voor driestemmig gemengd koor (SAB)
- 1999 Jubilate Deo, voor driestemmig gemengd koor (SAB)
- 2005 Lobt Gott mit Schall ihr Heiden - Psalm 117, voor driestemmig gemengd koor (SAB)
- 2006 Adventsmotet - Psalm 24: 7 -10, voor gemengd koor
- 2006 Alles wat adem heeft love de Here - Gezang 21: 1 en 7, voor driestemmig gemengd koor
- 2006 Alles, was Odem hat - Psalm 150, voor driestemmig gemengd koor (SABar)
- 2006 Drie Gezangen, voor driestemmig gemengd koor (SAB)
  1. Cantate Domino
  2. Jubilate Deo II - Ps. 117
  3. Miserere mei
- Drie miniaturen, voor gemengd koor - tekst: J. Slauerhoff
  1. Canon
  2. Melodie
  3. Ostinaat
- Es sitzt ein Vogel auf dem Leim, voor gemengd koor - tekst: Wilhelm Busch
- Gij volken looft Uw God en Heer - Gezang 16
- I love all beauteous things, voor gemengd koor - tekst: Robert Bridges
- Wirf dein Anliegen auf den Herrn - uit Psalm 55

### Vocale muziek
- 1988 Psalm 130, voor bas, gemengd koor en orgel
- 1996 Ik leavje dy : ik leavje dy, der is gjin liet dat dizze blydskip drage kin - tekst: Inne de Jong
- 1996 de see, de see, is wiid en djip en 'k hâld it wiffe roer, lied - tekst: Gerben Brouwer

- International Standard Name Identifier: 0000 0003 9231 7533
- Nederlandse Thesaurus van Auteursnamen: 341564397
- Virtual International Authority File: 286312087
- WorldCat: E39PBJmXPgbjprxXYqd7vm8t8C